# Erps-Kwerps
Erps-Kwerps est une section de la commune belge de Cortenbergh située en Région flamande dans la province du Brabant flamand. C'était une commune à part entière avant la fusion des communes de 1977.
Erps-Kwerps est constitué de deux villages :
- Erps;
- Kwerps ou Querbs, anciennement Quarebbe.

## Évolution démographique
- Sources : INS, Rem. : 1831 jusqu'en 1970 = recensements, 1976 = nombre d'habitants au 31 décembre.

## Monuments
- l'église par l'architecte Florent Van Roelen ornée d'un sgraffite de Gabriel Van Dievoet[2], Saint-Pierre, réalisé en 1898.

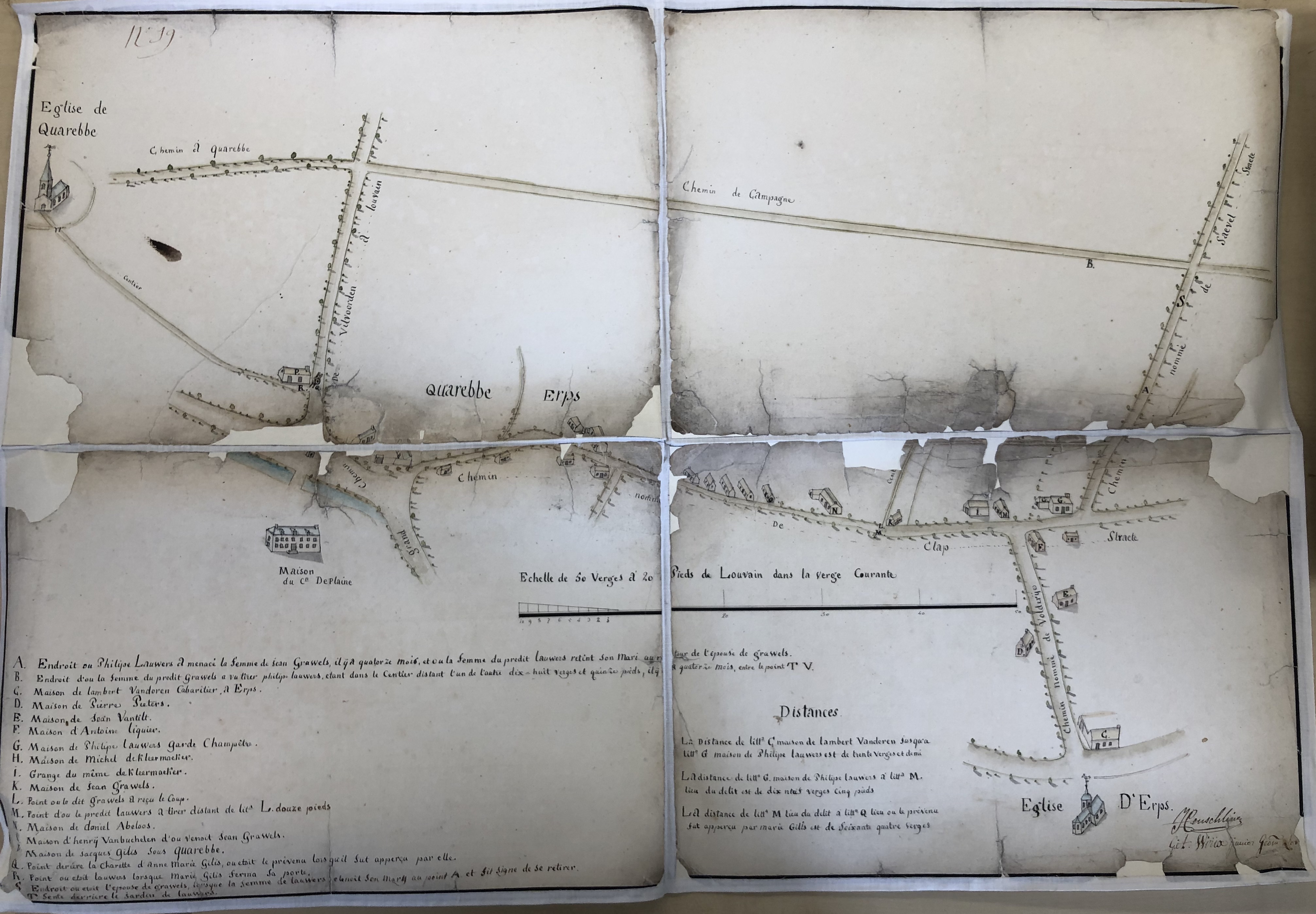
Plan d'Erps-Kwerps en 1800